# 荘厳寺 (練馬区)
荘厳寺（しょうごんじ）は、東京都練馬区にある真言宗豊山派の寺院。

## 概要
戦国時代後期、良仁（1574年寂）によって開山された。
当寺はかつては「古義真言宗」の法統を継承していたが、江戸時代に「新義真言宗」の真言宗豊山派に転派している。
当寺に安置されている無量寿仏像から胎内文書が発見されている。内容は1670年（寛文10年）に本像を造立した由来が記されている。

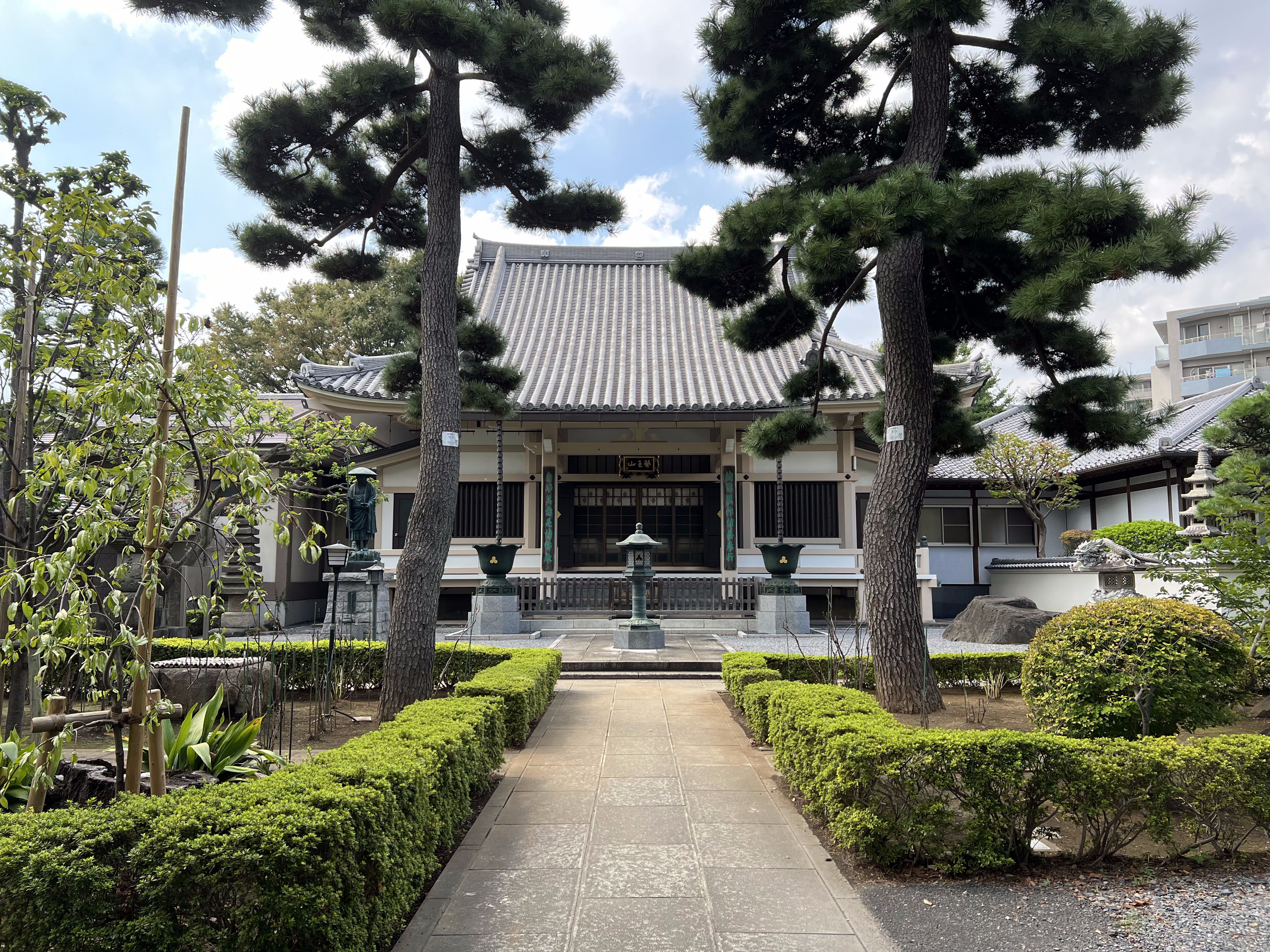
本堂

## 交通アクセス
- 氷川台駅より徒歩10分。